# Anolis oligaspis
Anolis oligaspis är en ödleart som beskrevs av  Cope 1894. Anolis oligaspis ingår i släktet anolisar, och familjen Polychrotidae. Inga underarter finns listade i Catalogue of Life.